# Hopea griffithii
Espèce
Synonymes
- Hancea griffithii (Kurz) Pierre

Statut de conservation UICN

EN : En danger
Hopea griffithii est un arbre de la famille des  Dipterocarpaceae. Sa dénomination fait référence au Docteur et naturaliste britannique William Griffith.

## Description
Hopea griffithii est un arbre de taille moyenne de la Canopée, atteignant 40 m de hauteur, avec un tronc d'un diamètre de 60 à 120 cm. Il a de fins contreforts détachées et des racines sur échasses pouvant atteindre 1 m de hauteur. L'écorce est lisse. Les feuilles coriaces sont lancéolées et mesurent jusqu'à 9 cm de long. Les inflorescences mesurent jusqu'à 2,5 cm de long et portent jusqu'à cinq fleurs rouge foncé. Les noix sont en forme d'œuf et mesurent jusqu'à 0,7 cm de long.
Hopea griffithii 

## Habitat
Hopea griffithii est originaire du sud du Myanmar, du sud de la Thaïlande, de la Malaisie péninsulaire, de Singapour et de Bornéo. On le trouve dans les forêts tropicales humides mixtes de Dipterocarpaceae à des altitudes de 500 m.

## Conservation
Hopea griffithii a été évaluée comme espèce en voie de disparition sur la Liste rouge de l'UICN. Elle est menacée par la conversion des terres à des fins agricoles et par l'exploitation forestière pour son bois. L'espèce se trouve dans certaines zones protégées, notamment au Sarawak

## Utilisation
L'arbre est une source de bois de merawan et est couramment récolté dans la nature pour un usage local et pour le commerce.